# Korpora

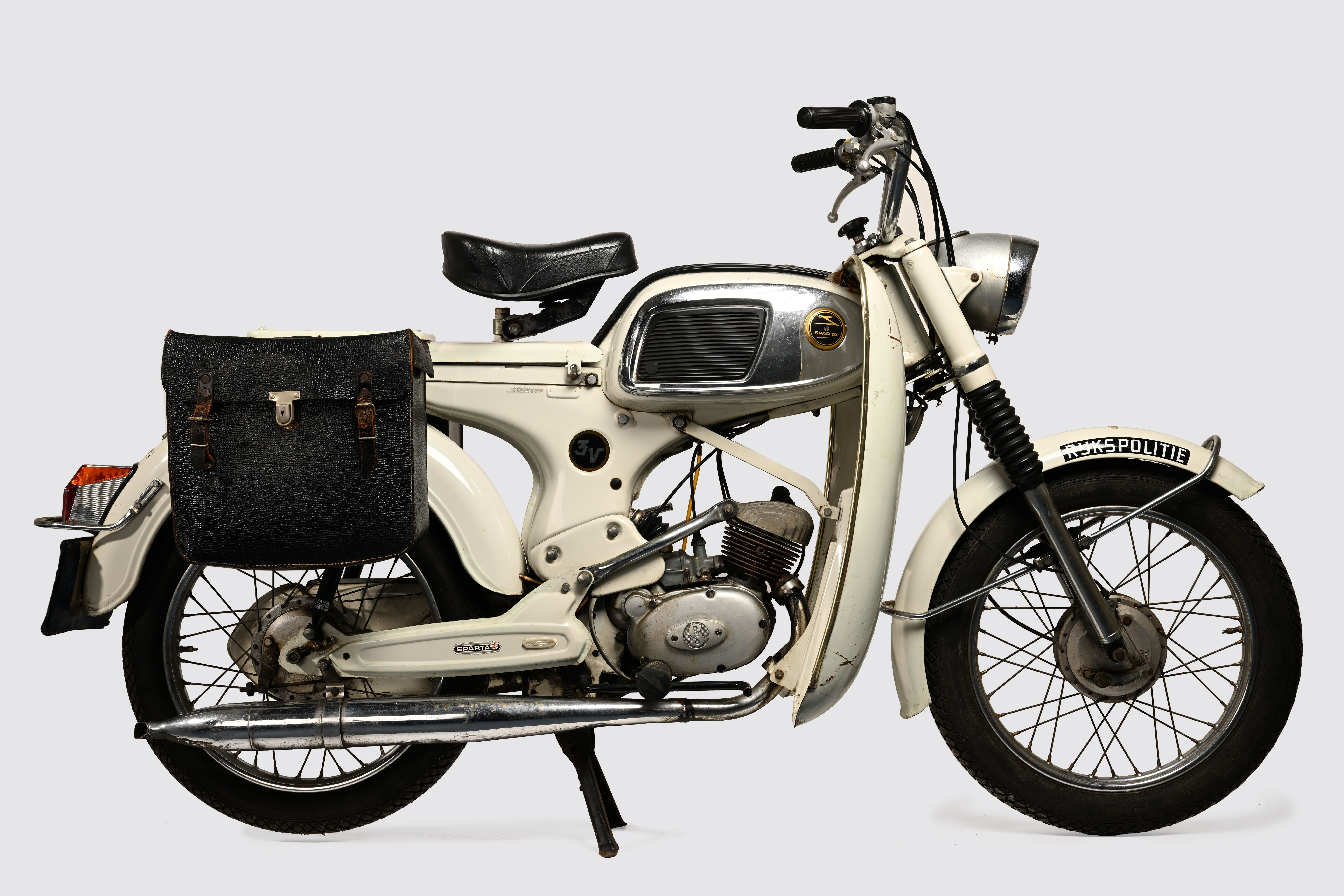
In 1961 werd de Rijkspolitie in Nederland uitgerust met 800 bromfietsen (aangeduid als Ultra Licht Motorrijwiel).

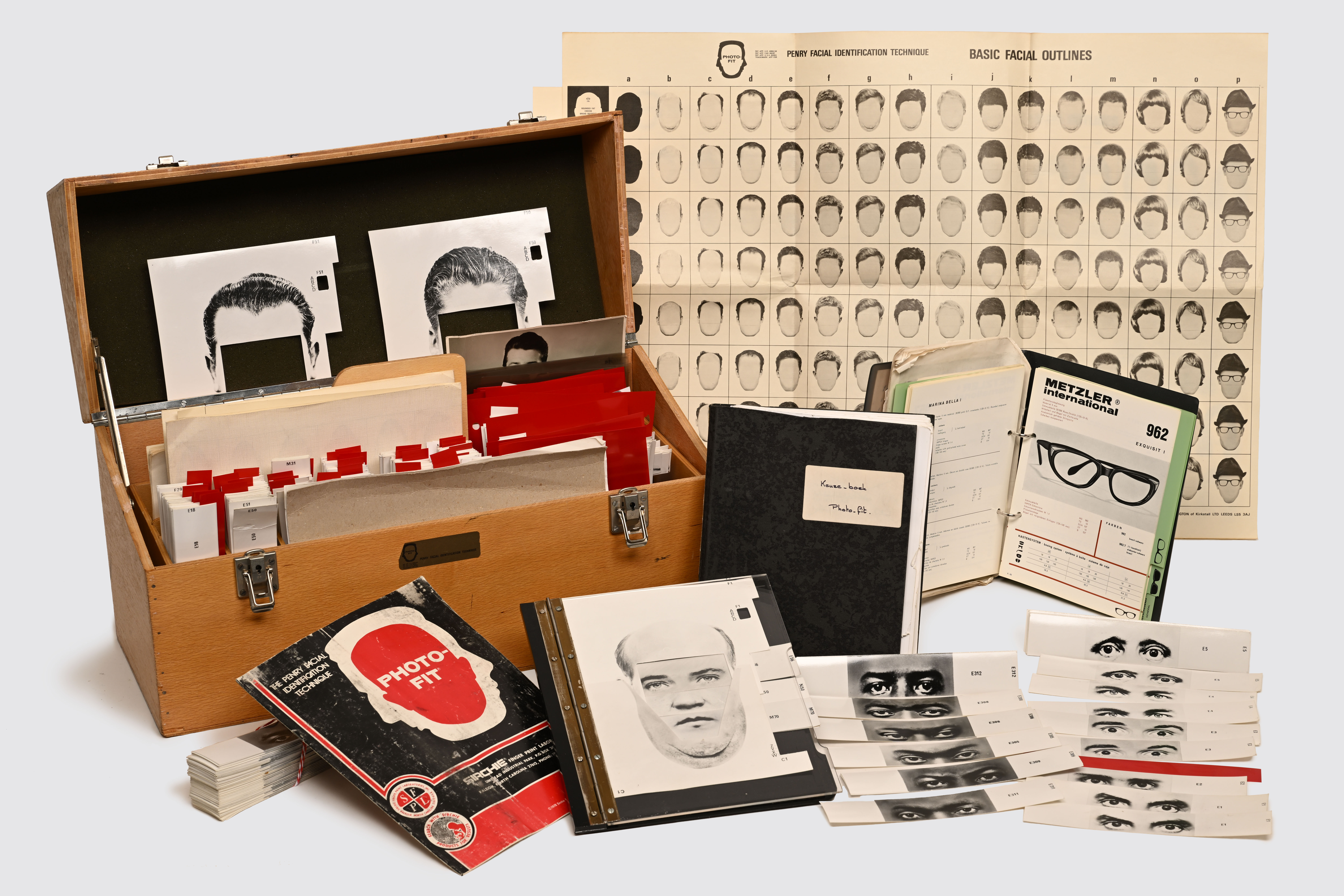
Koffer van de politie met materiaal voor het samenstellen van compositiefoto's (v.a.1972).

Korpora - Erfgoed Publieke Veiligheid, is de opvolger van het Nationaal Veiligheidsinstituut (NVI). De stichting verwerft, beheert en ontsluit materiaal dat betrekking heeft op publieke veiligheid in Nederland, waaronder hulpverlening en crisisbeheersing. Door de Belastingdienst is Korpora aangemerkt als ANBI. 
Korpora beheert de historische collecties van de Nederlandse politie, de Nederlandse brandweer, Bescherming Bevolking (BB) en het Rode Kruis. Met de collecties wordt getracht de geschiedenis van hulpdiensten in Nederland zo volledig mogelijk in beeld te brengen en relevant historisch materiaal te conserveren. Daarnaast worden documentatie en objecten uitgeleend aan musea en beschikbaar gesteld voor onderzoek of educatieve doeleinden. Korpora is een initiatief van het ministerie van Justitie en Veiligheid, de Nationale Politie, de veiligheidsregio’s (NIPV) en het Nederlandse Rode Kruis.  

## Locaties
Het centraal depot van Korpora is gevestigd in Apeldoorn. Hier bevindt zich een deel van de fysieke collecties, het (beeld)archief en een studiezaal. Nevenlocaties zijn het voertuigendepot in Bussloo en de BB-commandoposten in Rijswijk en Grou. De realia van de brandweer zijn voor een groot deel uitgeleend aan Brandweermuseum Hellevoetsluis. Korpora werkt aan stapsgewijze digitale ontsluiting van de collecties. 

## Geschiedenis
Het Nationaal Veiligheidsinstituut, de voorloper van Korpora, exploiteerde voorheen Veiligheidsmuseum PIT in Almere (sluiting november 2021), het Nederlands Politiemuseum (sluiting najaar 2007) en het Nationaal Brandweermuseum (in 2021 is de exploitatie overgenomen door de Stichting Brandweermuseum Hellevoetsluis; de collectie bleef eigendom van Korpora). Het Nationaal Brandweer Documentatiecentrum (NBDC) is in 2022 geïntegreerd binnen de brandweercollectie van Korpora.